# Персонология
Персоноло́гия (лат. persona — особа, личность, маска; греч. λόγος — слово, мысль, смысл) — это интегральное направление психологии личности, развивающееся на основе междисциплинарных исследований, предметом которого является личность в её разных гносеологических, онтологических и культурных положениях.

## Персонология Г. Мюррея
Впервые термин «персонология» появился в работах Генри Мюррея. Появление термина обусловлено стремлением автора подчеркнуть необходимость целостного изучения личности, которая, во-первых, имеет не только социальную, но и биологическую природу, и, во-вторых, живёт и развивается в определённой среде и определённом социо-культурном контексте. Вместе с тем, персонология Г. Мюррея в большей степени представляет собой теорию мотивации, нежели теорию личности.

### Концепция потребностей
Единицами анализа жизни личности в клиническом процессе и в исследованиях личности Г. Мюррей предлагает события и сериалы. Событие — это акт психической или деятельно-практической активности личности (мысль, фантазия, диалог, действие). В то время как сериал — более продолжительная активность (отношения, творчество, карьера), которая может организовываться в сериальную программу — выстроенную череду субцелей, ведущих к поставленной личностью цели.
В основе поставленных целей лежат потребности и их интеграты как «совокупности стабильных ценностей и паттернов действия».

«Потребность — это конструкт (конвенциональная фикция или гипотетическое представление), который обозначает силу, действующую в мозге, силу, которая организует перцепцию, апперцепцию, интеллектуальную деятельность, произвольные действия таким образом, чтобы наличная неудовлетворительная ситуация трансформировалась в определённом направлении»— Murray, H. A. Explorations in Personality. New York: Oxford University Press, 1938.
 Г. Мюррей предлагает более 30 потребностей личности, — такие как потребность в самоунижении и в избегании позора, в аффилиации и в автономии, в агрессии и в опеке, в поддержке и в противодействии, и т. д.
Потребности типизируются по пяти бинарным основаниям:
- Первичные (потребности тела) — вторичные (психогенные потребности)
- Открытые (допускаемые в сознание) — латентные (вытесняемые из сознания)
- Фокальные (связанные с конкретным объектом) — диффузные (не зависящие от конкретных объектов)
- Проактивные (реакция на внутренние факторы) — реактивные (реакция на факторы среды)
- Эффектные (направленные на результат) — процессуальные (направленные на процесс) — модальные (направленные на совершенство результата)[3].

В процессе своей реализации потребности сталкиваются с факторами внешней среды, которые могут способствовать или препятствовать личности в удовлетворении её потребностей. Г. Мюррей обозначает эти факторы понятием «прессы» и предлагает их классификацию, в которую входят такие прессы как отсутствие поддержки семьи, потери, опасность беды, соперничество, рождение сиблингов, опека, уважение, дружба, и др.
Единицей анализа поведения личности является тема. В ней сходятся потребность и пресс. В консультативном процессе для понимания глубинных истоков поведения конкретной личности важна экспликация единой темы.
«Единая тема — это по существу единичный стереотип связанных потребностей и прессов, извлечённый из инфантильного опыта, придающий смысл и связность большей части поведения индивида».

### Структура и развитие личности
Г. Мюррей расширил структурную модель З. Фрейда. Он предложил рассматривать инстинкты, содержащиеся в Ид, не только как конфронтирующие с социо-культурными нормами, но и как социально-приемлемые глубинные силы в личности. В Эго Г. Мюрреем были выделены такие когнитивные процессы, как рациональное мышление и точное восприятие. Супер-эго, по его мнению, содержит не только интроекты родительских фигур, формируемые в детстве, но и интроецируемые в течение всей жизни культурные нормы и каноны, а также интроекты других людей, значимых для человека.
Он дополнил предложенную З. Фрейдом периодизацию психосексуального развития личности клаустральной (внутриутробной) и уретральной (следующей после оральной) стадиями. Им соответствуют одноимённые комплексы личности. Клаустральный комплекс характеризуется чертами пассивности и отчуждённости личности, ведущий защитный процесс для этого комплекса — отрицание. Личности уретрального характера свойственны соперничество и упрямство, а ведущими защитными процессами являются интеллектуализация, реактивное образование, изоляция, аннулирование.
Как автор термина «персонология», Г. Мюррей также наметил один из основных принципов нового направления в психологии личности — междисциплинарность и интегральность.

## Персонология С. Мадди

### Персонология как профессия
С. Мадди вводит категорию «персонолог» и рассматривает персонологию не только как науку, но и как профессию, обладающую специфическими характеристиками. Персонолог, с точки зрения С. Мадди, оперирует тремя типами знания о личности: эмпирическим, рациональным и интуитивным.
Эмпирическое знание основано на результатах экспериментальных исследований, эмпирически подтверждённых гипотезах, исследовательских данных. Рациональное знание является результатом логического мышления и характеризуется рефлексивностью, эксплицитностью, логичностью, аналитичностью и точностью. Интуитивное знание — это эффект исследовательского и консультативного опыта персонолога, его профессионального чутья.

«Интуитивное и рациональное знания не имеют ничего общего со случайностью и мистикой. Они — производное от вашего собственного опыта, использование ваших собственных чувств и вашего собственного разума, следовательно, они вполне могут быть надежным инструментом для определения того, что верно».— Maddi, S.R. Personality theories: a comparative analysis Homewood, Ill: Dorsey Press, 1968.
В деятельности персонолога три типа знания существуют в совокупности, и, хотя, рациональное, эмпирическое и интуитивное знание об одном объекте могут противоречить друг другу, границы между ними проницаемы. Так, например, рациональное знание об объекте может корректироваться интуитивным и, на основе эксперимента, становиться эмпирическим знанием об объекте.

«На ранних стадиях развития науки прямой дороги к истине не существует. Скорее, в одном направлении нас ведут три пересекающиеся время от времени тропы; и если мы действительно хотим изучить ту территорию, по которой мы движемся, нам нужно пройти по каждой из них». — Maddi, S.R. Personality theories: a comparative analysis Homewood, Ill: Dorsey Press, 1968.
С точки зрения С. Мадди, деятельность персонолога интегрирует в себе аналитику гуманитарных текстов, экспериментальные исследования личности и практику психологического консультирования и психотерапии. Персонологические исследования должны осуществляться на таких выборках, численность которых обеспечит их репрезентативность в плане изучения универсальных и индивидуальных феноменов личности. Индивидуальные различия должны быть систематизированы в различных классификациях. Персонолога интересуют, в первую очередь, те индивидуальные различия, которые обусловлены не социальными или биологическими факторами, а являются следствием causa sui самой личности. Исследуемые свойства личности должны быть психологически значимыми и протяжёнными во времени. В то же время, персонолог сосредоточен не на одном аспекте поведения, а на личности в целом. Исследовательское предпочтение отдаётся взрослой и уже сформированной личности.

### Структура персонологии С. Мадди
С. Мадди предлагает три интегральные парадигмы персонологии: парадигму сравнительного анализа, парадигму «ядерной личности» и парадигму «периферической личности». В этих парадигмах С. Мадди предлагает три интегральные модели личности: модель конфликта, модель самореализации и модель согласованности.
В рамках парадигмы сравнительного анализа осуществляется категоризация теорий, которая, в свою очередь, становится основой для их рационального и эмпирического анализа. Основной принцип данного подхода — «всесторонность, структурированность, аналитичность для более полного и глубокого понимания». В рамках данного подхода С. Мадди предлагает модель построения теоретического знания о личности, в основу которой заложены параметры общего и различного рассматриваемых им теорий.
В парадигме ядерной личности осуществляется синтез идей о личностных характеристиках, которые универсальны и устойчивы. В частности, к ядерным свойствам личности относятся её глубинные потенциалы (З. Фрейд, К. Юнг, А. Маслоу), инстинкты и врождённые потребности (З. Фрейд, Г. Мюррей, Г. Салливан, А. Маслоу), врождённые стремления к самореализации и самоактуализации (А. Адлер, Г. Олпорт, А. Маслоу, К. Роджерс), тенденция к внутренней согласованности и гармонии (Дж. Келли, Л. Фестингер, Д. Мак-Клелланд).
В парадигме периферической личности осуществляется синтез идей о личностных феноменах, которые устойчивы и непосредственно сопряжены с поведением человека. С. Мадди пишет, что эти проявления являются не врождёнными свойствами личности, а результатом научения. К ним относятся мотивация достижения (Г. Мюррей), стиль жизни (А. Адлер), типы характеров или «синдромы» (З. Фрейд, Г. Мюррей, Г. Салливан), и др. Периферические свойства личности должны быть организованы в типологии, систематизирующие поведенческие аспекты личности.
Ядро и периферия личности связаны посредством развития. Ядерная активность личности сталкивается с реакцией среды, повторяющаяся реакция среды на конкретные ядерные тенденции личности закрепляет периферические свойства личности и формирует её тип. Так, например, негативная реакция матери на врождённое стремление младенца к первичной инкорпорации объектов формирует фиксацию на оральной стадии и развивает такие периферические атрибуты личности как аддиктивное поведение, пищевые нарушения, нарциссические черты характера.

## Общая персонология В. А. Петровского и Е. Б. Старовойтенко
Общая персонология, предложенная Петровским и Старовойтенко, — это методология междисциплинарного синтеза, сфокусированного на проблеме личности.
Структура общей персонологии
Сам синтез дисциплин выступает как особый предмет, опирающийся на формируемые в персонологии критерии: нетривиальность, информативность, экзистенциальная значимость фактов и положений, «живущих своей жизнью» в каждой из синтезируемых наук; мета-анализ консультативной практики; плодотворность культурологических открытий как содержания психологических орудий саморазвития личности
В этом контексте авторы предлагают «треугольник синтеза», вершины которого образуют классическая (теоретико-экспериментальная) психология личности, культурная психология личности (герменевтика) и практическая психология личности (психологическое консультирование, коучинг, медиация и пр). Подчеркивается неотчуждаемый характер субъекта психологического познания от постановки решения психологических проблем, сфокусированных на личности.

«Общая персонология выступает не только тем, что имел в виду Мюррей, который ввёл термин „персонология“. Для нас общая персонология — отдаленное эхо проекта „общей науки“ Л. С. Выготского, сфокусированной на феномене личности в универсуме жизни. И символом этой новой науки является треугольник Теория — Герменевтика — Практика, имеющие своим предметом личность, индивидуума в единстве его отношений с собой, с миром, с Другими, с жизнью»
— Петровский В. А., Старовойтенко Е. Б. Наука личности: четыре проекта общей персонологии // Психология. Журнал Высшей школы экономики, 2012. Т. 9. № 1. C. 21—39.
В рамках обозначенного проблемного поля развиваются четыре направления персонологических исследований: фундаментальная, культурная, консультативная персонология и персонология самополагания. Иерархическая структура персонологии состоит из нескольких уровней — от мета-теории личности до моделей научной экспертизы психологических подходов и программ реализации персонологического знания в индивидуальной и общественной жизни

### Методология и задачи общей персонологии
Е. Б. Старовойтенко и В. А. Петровский раскрывают смысловое значение термина «персонология» как функциональной категории, вбирающей в себя ключевые идеи о личности и основные положения методологии общей персонологии:
«Персона» раскрывается в модусах «persona» (социальная маска индивида или, согласно западной модели, физиогномические свойства личности); «per se» (личность как внутренняя сущность, самопричинность, существование в себе и данность для себя); «perzon» (духовное основание человека, необходимое условие ценностных отношений и подлинной жизни); «лик» (единство телесного и духовного в личности); «персональное» («представленность» и «персонализация» личности в других людях).
«Логос» раскрывается как целокупность научных теорий и культурных «концепций» личности, авторских текстов, повествующих о внутренней и внешней жизни личности. Это также «интеллектуальный орган» динамичного и непрерывного познания, способ понимания и интерпретации различных феноменов личности, способ осмысления личностных феноменов через создание текста. Наконец, «логос» — это определённая культурная форма, способная развивать и порождать новые состояния, свойства и качества личности.
Связи «личности» и «логоса», осмысляемые в персонологии, определяют её специфику как науки и роль персонолога в ней: персонолог обогащает гуманитарное знание о личности, осуществляет практику персонологического консультирования личности, решает задачи профессионального и личностного самосовершенствования, интегрирует персонологическую практику в собственные отношения к жизни и помогает другим освоить персонологию как научный и культурный «инструмент» познания, самопознания и повышения качества своей жизни.

#### Методы персонологии
- Герменевтический метод[16]
- Феноменологический метод
- Биографический метод
- Рефлексивный метод
- Метод культурно-психологической реконструкции[16]
- Метод историко-психологической реконструкции
- Теоретико-методологическое моделирование[17]
- Экспериментальные методы[10]
- Метод индивидуального случая
- Методы сбора данных на больших выборках (интервью, опрос, тестирование, беседа и т. д.)

#### Интегральные парадигмы персонологии
Приоритетной задачей персонологии является развитие интегральных парадигм, которые способны объединить множество частных моделей личности и рассеянных исследовательских данных Это необходимо для построения универсальных теоретико-прикладных персонологических моделей различных личностных феноменов.
Парадигма жизни в персонологическом познании преломляет через категорию «индивидуальной жизни» идеи А. Шопенгауэра, Ф. Ницше, Л. Клагеса, О. Шпенглера, М. Хайдеггера, А. Бергсона, М. К. Мамардашвили, Н. Н. Трубникова, С. Л. Рубинштейна, К. А. Абульхановой. Парадигма жизненных отношений синтезирует идеи В. Н. Мясищева, А. Ф. Лазурского, С. Л. Франка, С. Л. Рубинштейна. Парадигма отражённой субъектности является опытом осмысления трудов З. Фрейда, Э. Берна, А. Минделла, А. Н. Леонтьева, А. В. Петровского, В. А. Лефевра. Философскими основаниями парадигмы «Я» в персонологии являются труды Г. Фихте, Э. Гуссерля, Г. Гегеля, М. Хайдеггера. В парадигме культуры осуществляется поиск психологического знания о личности, — посредством применения моделей герменевтики, выстроенных на основе фундаментальной теории и практики психологии личности.
В рамках развития интегральных парадигм решается другая не менее важная задача персонологии — синтез академической и практической психологии, разрыв и автономизация которых являются причиной кризиса современной психологии. Построение многоуровневых моделей личности и её феноменов на основе научно-практического синтеза направлено на решение этой проблемы, так как в данных моделях существующее гуманитарное знание о личности преломляется в конкретные техники психологического консультирования и психотерапии
Перспективной задачей персонологии является развитие интегральных парадигм психотерапии и построение моделей мультипрофильного консультирования личности.

## Современная альтернатива
«Персонология» в качестве понятия (а не парадигмальной категории) используется в следующих значениях:
- Клиническая психология[35].
- Гуманистическая психология личности XX века[36]
- Физиогномика (в современной западной психологии)
- Традиция персонализма (в современной философии)
- Персоно-центрированные направления в социальных науках (социальная персонология, персонология менеджмента)[37].